# Trois Chants sur Lénine
Pour plus de détails, voir Fiche technique et Distribution.
Trois Chants sur Lénine (Три песни о Ленине, Tri pesni o Lenine en russe) est un film documentaire soviétique réalisé par Dziga Vertov et sorti en 1934.
Ce film est basé sur la célébration des dix ans de la mort de Lénine et monté à partir de témoignages populaires et d'images d'archives.

## Synopsis
La narration est faite par cartons qui prennent tout l'écran dont les phrases sont courtes et directes, qui se manifestent environ toutes les 5 minutes au long du film de manière à tenir le spectateur attentif.
L'histoire est tournée à travers toute l'Union soviétique (jusqu'en Asie centrale).
Les trois chants qui accompagnent ce documentaire sont chantés dans les villages.

### Premier chant
Le premier chant est intitulé Mon visage était dans une prison obscure. Il s'ouvre sur un homme priant dans une mosquée tandis qu'un aveugle déambule. Puis des femmes, voilées par un paranja (en), vêtement proche de la burqa, et ployant sous leur fardeau, permettent un parallèle sur la déshumanisation attribuée à la culture religieuse par les Soviétiques. Ce film s'inscrit dans la campagne d'athéisme dans les pays d'Asie centrale dans les années 1920 et 1930, dont un des mots d'ordre était l'oppression de la femme par l'islam. Les scènes suivantes se concentrent sur une jeune fille qui, lisant Lénine, se dévoile et apparaît souriante. Ainsi dévoilée, elle cultive un jardin, conduit un tracteur, etc. La scène finale montre la famille écoutant la radio qui annonce la mort de Lénine et déplorant la disparition de celui qui leur avait rendu la lumière.

## Fiche technique
- Titre : Trois Chants sur Lénine
- Réalisation : Dziga Vertov
- Photographie : Mark Maguidson, Boris Monastyrski, Dmitri Sourenski
- Compositeur : Iouri Chaporine
- Studio : Mejrabpomfilm